# Matoke

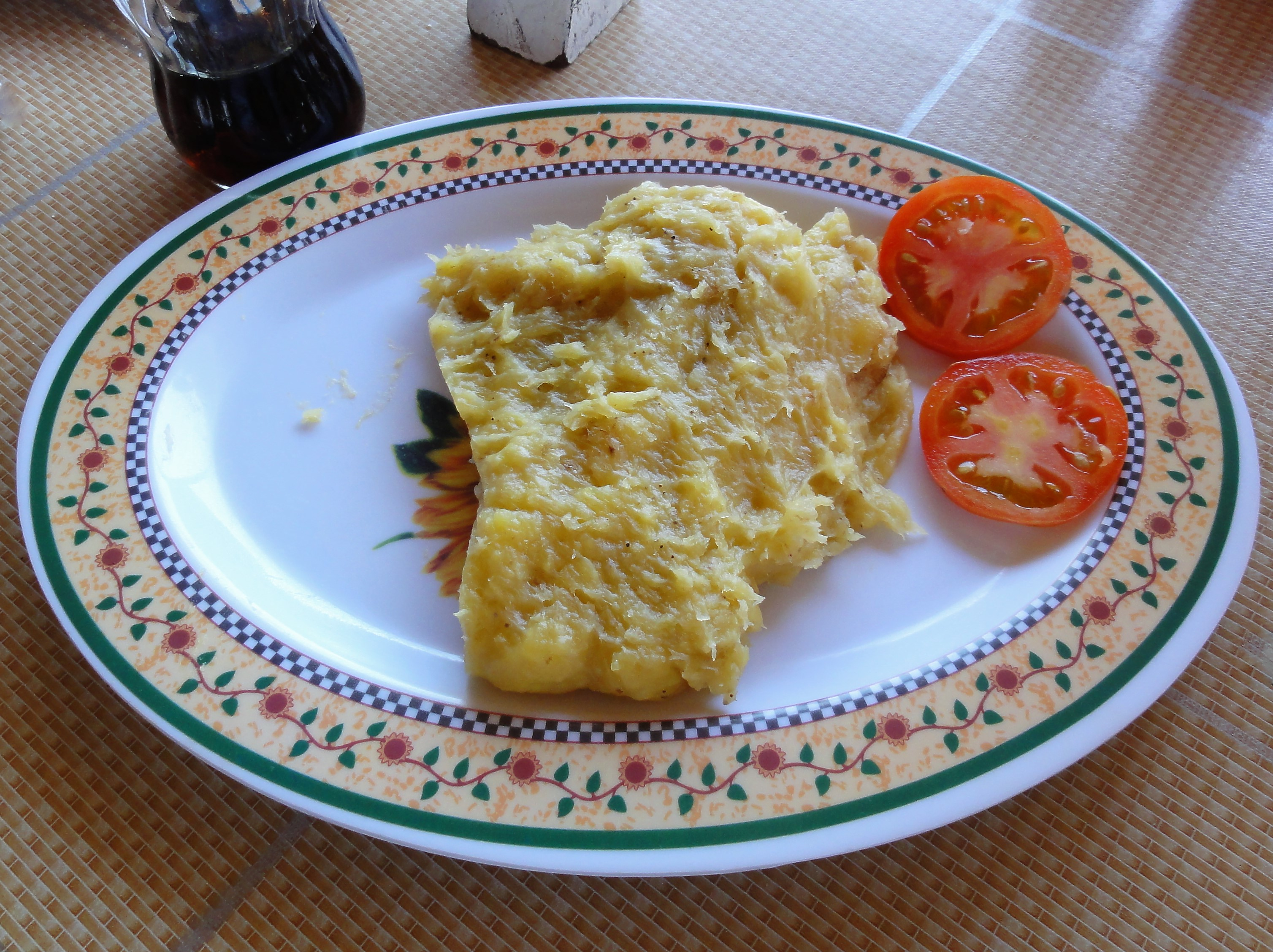
Eine Portion Matoke

Matoke, auch als Matooke bezeichnet, ist eine Mahlzeit, die aus gedämpften grünen Kochbananen besteht und eine der Nationalspeisen Ugandas. 
Verbreitet ist Matoke auch in Ruanda, in Tansania um den Victoriasee sowie im Westen Kenias, wobei es dort Ugali als Grundnahrung ersetzt.

## Zubereitung

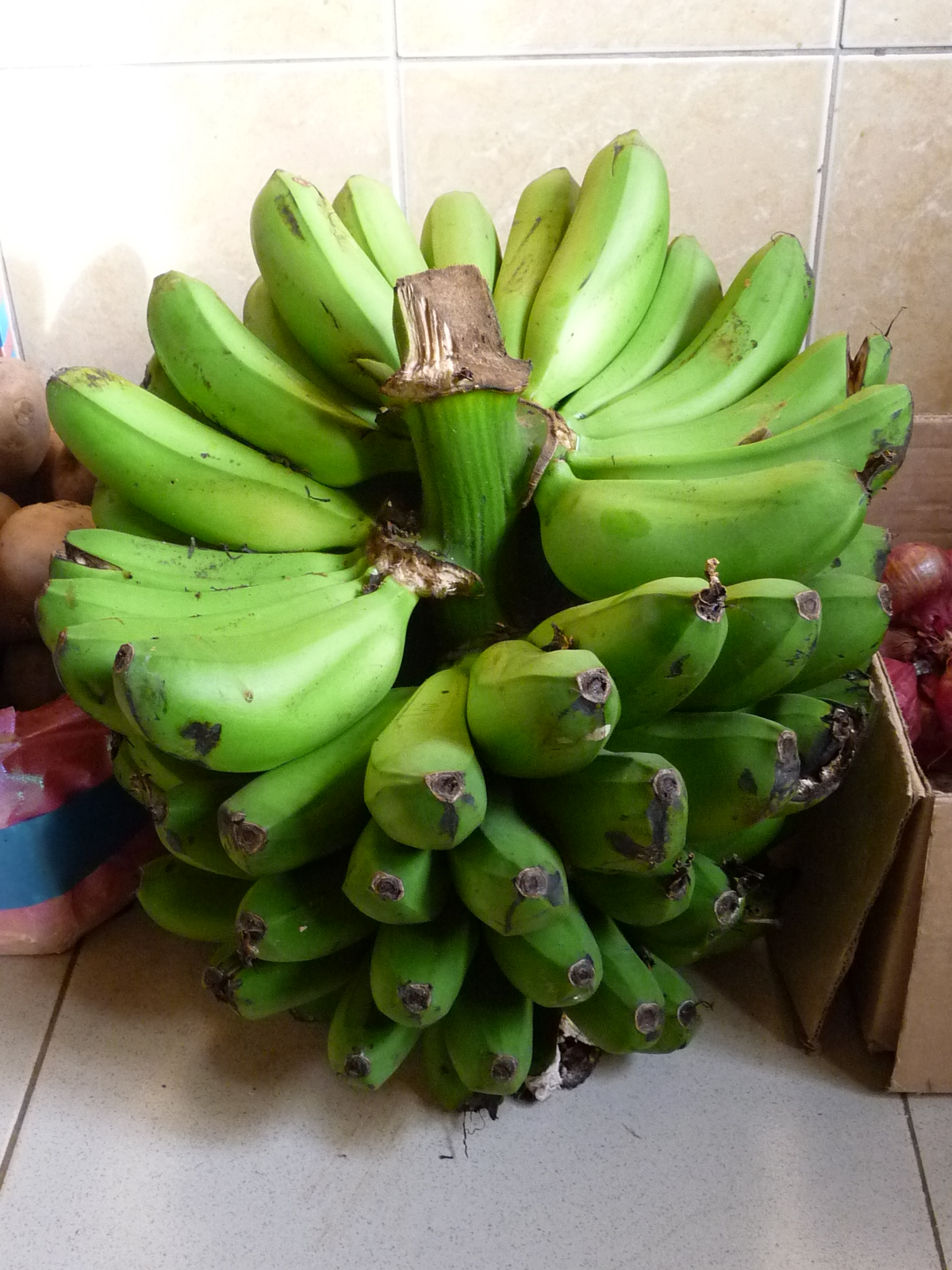
Matoke-Früchte (Kochbananen)

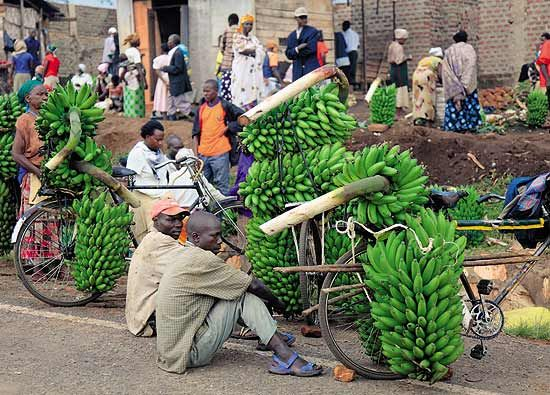
Straßenverkauf von Matoke in Uganda

Üblicherweise werden die Kochbananen geschält, in Bananenblätter gewickelt und in einen Kochtopf gegeben. Daraufhin wird der mit Wasser befüllte Topf erhitzt und Matoke wird für einige Stunden gedämpft. Während sie roh weiß und ziemlich hart ist, wird Matoke durch das Dämpfen weich und gelb. Nach dem Dämpfen wird Matoke zu Brei gestampft, während sie noch in die Blätter gewickelt ist. Sie wird zusammen mit Fleisch oder Fisch und einer Sauce (Binyebwa) aus gemahlenen Erdnüssen verzehrt.